# Елка Пенчева
Елка Николова Пенчева е български учен химик-хидрогеохимик, първият български професор по хидрогеохимия. Кандидат на химическите науки (1969 г.), доктор на геолого-минералогическите науки (1985 г.).
Един от пионерите в международен план за обособяването и развитието на хидрогеохимията – ново направление в световната наука (Токио, 1970 г.).
Създава, развива и утвърждава българската хидрогеохимия в 3 направления:
1. Хидрогеохимия на минералните води и газове и взаимодействието „вода-газ-скала“
2. Екологична хидрогеохимия
3. Морска хидрогеохимия[1]

## Биография
Родена е на 15 юли 1932 г. в София. Внучка е на физика проф. Петър Пенчев и дъщеря на химика проф. Никола Пенчев.
Завършва Софийския университет „Св. Климент Охридски“, научно-производствен профил „неoрганична химия“ с пълно отличие (1956 г.). Стаж във Франция (1965). Веднага постъпва в Геологическия институт при БАН (по държавно разпределение) и работи там над 48 години до пенсионирането си. От 1990 г. е професор по Хидрогеохимия.
Създава лаборатории по изследване на води (1956 г.) и газове (1958 г.) и ICP лаборатория (2002 г.). Ръководител на проекти, дипломанти, докторанти, специализанти (включително и международни). Почетен член на Съюза на химиците в България (от 2011 г.). Основател и председател на Българската хидрохимична асоциация (1983 – 1999 г.). Член на СУБ (1961 – 1997 г.), на ФНТС. Владее френски, немски, английски и руски език.

## Научна дейност
Насочва научните си интереси главно към неизвестния и неизучен микросъстав на природните води – десетките редки и разсеяни елементи и техните форми на съществуване и миграция, неотделимо от тяхната геоложка среда.
Основните приноси обхващат тази неизследвана страна на водите (подземни и повърхностни, морски и порови) и на цялото динамично взаимодействие „вода-газ-скала“ и „вода-газ-лечебна кал“ в генетично отношение. В резултат са създадени оригинални експеритални модели на първичните и вторични генетични процеси, обуславящи микросъстава и развитието му.
Създава оригинална микро-хидрогеохимична индикаторна система за търсене и охарактеризиране на дълбочинни термални води от стари скали, валидна и с успешно приложение, независимо от географските координати по света.
Изяснява непознатите свойства и динамика на микрокомпонентите в морските води и разсоли и в поровите води в морските утайки. В резултат се определят индикаторните им възможности за протичане на процесите под морското дъно и на кристализация в разсолите.
Осъществени от екипа са компютърни модели на замърсяването с тежки метали на води и почви в посока на прогнозиране и ограничаване на рисковете. Има и методични химико-аналитични оригинални приноси (AES, ICP и пр.).
Автор е на 268 научни публикации: от които 53 са на български, а останалите са на английски, френски, испански, италиански и немски. Автор е на 3 монографии (издадени в Белгия и Франция), 1 изобретение (1976 г.), над 800 цитата и препечатки в световни издания.

## Международни проекти и достижения
Научен ръководител на двустранни международни проекти с Франция: BRGM и Université de Paris VII (1982 – 2000 г.) и Белгия: Antwerp University (1986 – 2000 г.).
Печели в Брюксел през 2000 г. конкурсен международен екологичен проект по програма „НАТО – наука за мир“, в конкуренция с 985 проекта от цял свят. Проектът печели бюджет за България, усвоен за супермодерна лабораторна апаратура, компютри и софтуер, специализации, разработки на дисертации и участия в международни форуми на екипа ѝ. Създадени са концептуален GIS модел на металното замърсяване на води и почви в Пловдивско и взаимосвързани хидродинамичен и хидрохимичен компютърни модели в посока на прогнозиране и ограничаване на рисковете и специфичен начин за контрол и управленчески дейности.
Член-основател на „Société Internationale de Technique Hydrothérmale“ и на ръководството ѝ (1969 – 2008 г.); „International Association of Geochemistry and Cosmochemistry“- член-основател на „Water-Rock International working group“ (1970 – 2004 г.); „Organisation Mondiale de Thermalisme“ (1970 – 2008 г.)- съветник към Президентството и др. постове; Член на „Société Française de Minéralogie et de Cristallographie“ (от 1968 г.); „Associazione Italiana del Thermalismo“ (от 1968 г.).
Стаж в „Institut d‘Hydrologie et de Climatologie“ (Sorbonne) по покана до Председателя на БАН (1965 г.).
Участие с доклади в над 100 международни форуми, многократно с покана за председателство.
Поканен лектор в Университети в Антверпен, Тренто, Белград, Санкт Петербург, Белград, Париж. Официална покана до Председателя на БАН за 3 месечен лекторски курс в Атомния център в Париж (Fontenay aux Roses) – отказан паспорт.

## Награди
Златен знак на Президиума на БАН (1973 г.);
Premio Internazionale di Termalismo с медал (1985 г.);
Prix International du Thermalisme (1996);
Почетен знак на БАН „Марин Дринов“ на лента (2005 г.);
Международни почетни дипломи за „Заслуги за човешкото здраве“ (1983, 1990, 1994 г.)